# Loja (grad u Ekvadoru)
Loja je grad u Ekvadoru. Loja je glavni grad istoimene pokrajine.
Utemeljio ga je Alonso de Mercadillo 1548. Bio je prvi grad u Ekvadoru koji je imao napajanje električnom energijom pomoću hidrocentrale izgrađene 1896. Grad ima oko 140 000 stanovnika.

## Vanjske poveznice
- Loja, Ekvador